# Semiothisa fumipennis
Semiothisa fumipennis är en fjärilsart som beskrevs av George Francis Hampson 1895. Semiothisa fumipennis ingår i släktet Semiothisa och familjen mätare. Inga underarter finns listade i Catalogue of Life.